# Гражданская война в Коста-Рике (1948)
Гражданская война в Коста-Рике (исп. Guerra civil de Costa Rica de 1948) — вооружённый конфликт, продолжавшийся в течение 44 дней (с 12 марта по 24 апреля 1948 года). Самое кровавое событие XX века в истории этой страны — в его ходе были убиты около 2000 человек. 
Война была спровоцирована голосованием парламента Коста-Рики: проправительственные депутаты, преобладавшие в законодательном собрании, аннулировали результаты президентских выборов, состоявшихся в феврале, утверждая, что победа кандидата от оппозиции Отилио Улате была достигнута путем мошенничества.
Этот шаг парламента привел к формированию повстанческой армии под командованием Хосе Фигереса Феррера, восставшей против правительства президента Теодоро Пикадо. Правительственные силы были быстро разгромлены. После войны Фигерес правил страной в течение полутора лет в качестве главы временного правительства, которое распустило постоянную армию и курировало избрание Конституционного собрания в декабре, впоследствии принявшего новую конституцию 1949 года. Хунта вскоре ушла в отставку и передала власть Улате. После этих событий Коста-Рика по сей день не испытывала каких-либо значительных потрясений и политическая жизнь страны, в отличие от большинства латиноамериканских стран, протекала в русле обычной парламентской демократии.

## Предыстория
В 1940-х годах на политической сцене Коста-Рики доминировал Рафаэль Анхель Кальдерон, врач, который был президентом страны с 1940 до 1944 годы. Конституция запрещала переизбрание президента без промежутка во времени, поэтому Национальная республиканская партия Кальдерона выставила в качестве своего кандидата на выборах 1944 года профессора Теодоро Пикадо, который воспринимался как слабая фигура под контролем Кальдерона.
Администрация победившего на выборах Пикадо несколько раз прибегала к применению военной силы для того, чтобы сохранить гражданский мир, и сторонники Кальдерона зачастую пользовались поддержкой армии, чтобы провоцировать оппозицию на конфликты. Коммунистическое движение Коста-Рики — партия Народный авангард во главе с сенатором Мануэлем Мора — было связано с правительством Пикадо и способствовало беспорядкам, также развернув свои силы против оппозиции. По мере того как росла напряженность, сторонники оппозиции начали вооружаться, и полиция стала угрожать применением огнестрельного оружия, а не только избиением демонстрантов.
Гражданский конфликт и репрессии правительства против оппозиции привели к Huelga de Brazos Caídos (Сидячей забастовке), забастовке, которая остановила экономическую жизнь Коста-Рики на семь дней. Сторонники Кальдерона начали увольнять работников предприятий, которые принимали участие в забастовке, администрация Пикадо также стала угрожать бастующим увольнением и отставкой с военной службы. К концу забастовки полицейские и военные патрулировали улицы, и Сан-Хосе стал напоминать город в осадном положении.
На выборах 1948 года Кальдерон вновь стал кандидатом от правящей партии, и стали широко распространяться опасения, что правительство вмешается в голосование, чтобы обеспечить его победу над журналистом Отилио Улате. Чтобы снять эти опасения, правительство Пикадо в первый раз в истории Коста-Рики поставила выборы под контроль независимого избирательного трибунала.

## Фигерас и Карибский легион
12 апреля 1942 года Хосе Фигерес Феррер, коста-риканский бизнесмен, был вынужден уехать в изгнание в Мексику после радиовыступления, в котором он подверг резкой критике режим Кальдерона. Фигерас вернулся в Коста-Рику после выборов Пикадо. Перед выборами 1948 года он уже планировал восстание. В отличие от Улате, бывшего президента Леона Кортеса, а также других членов оппозиции Коста-Рики, Фигерес был убежден, что Кальдерон никогда не допустит честных выборов.
Фигерас начал подготовку Карибского легиона — 700 вооруженных повстанцев. Надеясь использовать Коста-Рику в качестве базы, Легион планировал двинуться против других авторитарных правительств Центральной Америки. Однако Вашингтон наблюдал за действиями Легиона с беспокойством, особенно после того, как Фигерас провел серию террористических атак на территории Коста-Рики в течение 1945—1946 годов, которые должны были привести к всеобщей забастовке, однако население не поддержало этот призыв.

## Выборы 1948 года

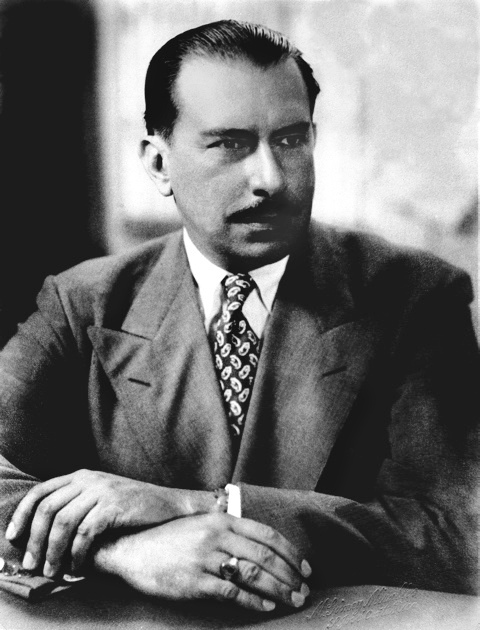
Теодоро Пикадо Михальски

После завершения избирательной кампании, отмеченной вспышками насилия и нарушениями, 8 февраля 1948 года независимый избирательный трибунал двумя голосами против одного признал, что кандидат от оппозиции Отилио Улате из Партии национального освобождения был избран президентом. Кандидат от Национальной республиканской партии, экс-президент Кальдерон, заявил, что этот результат был получен обманным путем и ходатайствовал перед Конгрессом, где коалиция из его партии и Народного авангарда имела большинство, чтобы аннулировать результаты и провести новые выборы. Когда Конгресс удовлетворил эту просьбу, разразился скандал, обе стороны обвинили друг друга в фальсификации результатов голосования.
В день, когда правительство аннулировало выборы, полиция окружила дом доктора Карлоса Луиса Вальверде, где были замечены Улате и Фигерес. Раздались выстрелы, Вальверде был убит на пороге своего дома. Улате бежал, но позже был арестован и заключен в тюрьму.

## Начало гражданской войны
Отмена результатов выборов и нападение на дом доктора Вальверде было воспринято Фигересом и оппозицией в целом как доказательство того, что у правительства нет намерения уступить воле народа. Ненависть Фигереса к Кальдерону в сочетании с его идеализмом побудили его начать гражданскую войну. 11 марта Фигерес сплотил вокруг себя своих сторонников и полевых командиров и объявил о начале кампании. 12 марта его Национальная освободительная армия вступила в первую перестрелку с правительственными войсками. Началась война.

## Идеологический контекст

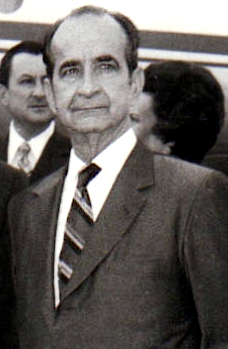
Хосе Фигерес Феррер, 1973.

Политическая жизнь Коста-Рики традиционно зависела от личных симпатий населения к политическим деятелям в большей степени, чем от идеологических предпочтений, и гражданская война 1948 года это иллюстрирует. Кальдерон был избран президентом в 1940 году при поддержке Римско-католической церкви и бизнес-элиты, но его энтузиазм в помощи союзникам во время Второй мировой войны и особенно карательные меры против богатой и влиятельной немецкой общины в Коста-Рике стали причиной того, что элита отказала президенту в поддержке.
Тогда Кальдерон создал себе другую политическую базу, объединившись с коммунистами (партия Народный авангард) во главе с Мануэлем Мора, а также с социально-прогрессивным католическим архиепископом Сан-Хосе, монсеньором Виктором Мануэлем Санабрия. Кальдерон обещал своим новым сторонникам законодательство, гарантирующее трудовые права, и создание государства всеобщего благосостояния. Коммунистические отряды Моры оказали важную вооруженную поддержку правительству, как во время напряженных лет правления Пикадо (1944—1948), так и во время гражданской войны.
Повстанцы во главе с Фигересом были поддержаны антикоммунистическими силами, экономически консервативными элементами общества, уставшими от идеологии государства всеобщего благосостояния (в лице Отилио Улате), и социал-демократической интеллигенцией, которая стремилась укрепить социальное государства при обеспечении демократической прозрачности. После победы в войне этот союз быстро распался. Правая фракция во главе с министром временного правительства Эдгаром Кармона попыталась свергнуть Фигереса и была исключена из правительства в последующий период. Фигерес сам стал тесно ассоциироваться с социал-демократической фракцией, которая образовала Партию национального освобождения (ПНО). Экономически консервативные группы Улате в конце концов объединились в 1950-х годах со сторонниками Кальдерона, чтобы сформировать широкую коалицию против ПНО.
Отсутствие идеологической согласованности дополнительно подчеркивается тем фактом, что во время гражданской войны правительственные силы, несмотря на союз с коммунистами, пользовалась поддержкой правых сил никарагуанского диктатора Анастасио Сомосы, в то время как повстанцы Фигереса как антикоммунисты были негласно поддержаны как США, так и левым президентом Гватемалы Хуаном Хосе Аревало.

## Падение Картаго
Национально-освободительная армия, как стала называть себя армия повстанцев Фигереса, медленно продвигалась к Панамериканскому шоссе, захватывая небольшие, но важные города и порты с относительной легкостью. Правительственная армия во главе с братом Теодоро Пикадо была не в состоянии организовать эффективное сопротивление. Фигерес также смог отбить атаки коммунистических вооруженных формирований под командованием конгрессмена Луиса Карлоса Фалласа и никарагуанских солдат, которые были посланы Сомосой, чтобы помочь правительству сохранить власть.
В Картаго, втором по величине городе Коста-Рики всего в двенадцати милях от столицы, силы Фигереса встретили некоторое вооруженное сопротивление. Тем не менее,  правительственные силы были быстро разбиты и Картаго попал в руки Фигереса 12 апреля. Президент Пикадо, понимая, что поражение неизбежно, послал уведомление Фигересу, что он готов к переговорам.
Однако давний политический союзник Пикадо, лидер коммунистов Мануэль Мора, не имел ни малейшего намерения вести переговоры с Фигересом. Силы Моры заняли оборону в Сан-Хосе и были полны решимости не сдаваться так быстро, как Пикадо. Мора убеждал своих сторонников тем, что возможное падение Пикадо могло привести к полному изгнанию коммунистов с политической сцены Коста-Рики и возможным репрессиям против них.

## Фигерас и политика США
Одним из важных факторов победы Фигереса стала поддержка его со стороны США. Идеологи внешней политики США не испытывали симпатий к Фигересу, но были полны решимости уничтожить коммунистический Народный авангард. Посол США в Коста-Рике Дэвис сообщал на родину, что, хотя коммунистическая партия насчитывала всего семь тысяч членов, её сторонники составляли около 70 % в полиции и армии. Через несколько часов после получения коммунистами контроля над чехословацким правительством, которое серьёзно потрясло Вашингтон и другие западные столицы, Дэвис предупредил, что состояние Коста-Рики было «во многом схожим с той, что превалирует в Восточной Европе».
Когда Госдепартамент США узнал 17 апреля 1948 года, что небольшие коммунистические группы угрожают захватить Сан-Хосе, американские войска в зоне Панамского канала были приведены в боевую готовность. Их задача состояла в том, чтобы быть готовыми к быстрой переброске в Коста-Рику и остановить возможную коммунистическую революцию. Это была ложная тревога, но она показала, что возможность одностороннего вмешательства США в конфликт в Коста-Рике была не простой абстракцией.
На протяжении всего конфликта Фигерес получал поставки оружия от Аревало, в то время как Сомоса не имел реальной возможности помочь силам Пикадо — Соединённые Штаты обеспечили политическое бессилие никарагуанского диктатора. Отчаянно взывая к Никарагуа за помощью, Пикадо умолял американского посла Дэвиса, чтобы США позволили ему получить помощь от Сомосы и остаться у власти. Дэвис невозмутимо ответил на это, «объяснив хорошо известную политику невмешательства со стороны как США, так и других латиноамериканских стран». Пикадо с горечью заметил, что невмешательство было фикцией: Фигерес получил тонны поставок от Аревало, и ходили слухи даже о помощи ему от панамского правительства. Дэвис проигнорировал эти обвинения. Пикадо пригрозил вынести ситуацию на рассмотрение Организации Объединённых Наций. «Механизм Организации Объединённых Наций громоздкий», — ответил Государственный департамент, но напомнил лидеру Коста-Рики, что «немедленных действий со стороны Совета Безопасности (где Соединённые Штаты имели право вето и контролировали большинство голосов), вероятно, не стоит ожидать».
В целом своей мобилизацией в зоне канала, постоянным давлением на Пикадо и лишением его помощи Сомосы Соединённые Штаты определили исход конфликта.

## Капитуляция Пикадо
На следующий день после падения Картаго Пикадо, оставшийся без какого-либо другого источника поддержки, направил письмо к коммунистам Моры и лидеру Национальной республиканской партии Кальдерону о том, что "попытка защищать Сан-Хосе была бы бесполезной и катастрофической". Мора, столкнувшийся с реальностью, что Соединенные Штаты готовы действовать против него, уступил просьбе Пикадо. 19 апреля Пикадо и отец Беньямин Нуньес, видный профсоюзный лидер Коста-Рики, подписали Пакт мексиканского посольства, прекративший вооруженное восстание. 24 апреля силы Фигереса вошли в Сан-Хосе, почти шесть недель спустя после начала их выступления на юге Коста-Рики.
С более чем 2000 погибших 44-дневная гражданская война стала самым кровавым событием XX века в истории Коста-Рики.